# Fiat Croma (1985)
Pour les articles homonymes, voir Fiat Croma.
La Fiat Croma est une berline familiale haut de gamme lancée par Fiat en décembre 1985. Elle remplaça la Fiat Argenta, descendante directe de l'ancienne Fiat 132. Elle permit à Fiat de réaliser son ambition ; reprendre sa place dans le peloton des constructeurs dans cette catégorie de voitures.
La nouvelle voiture signa l'abandon, par le constructeur italien, de la propulsion car toute sa gamme sous sa propre marque comme celles du groupe Fiat Auto, disposait maintenant de la traction avant.

## Historique

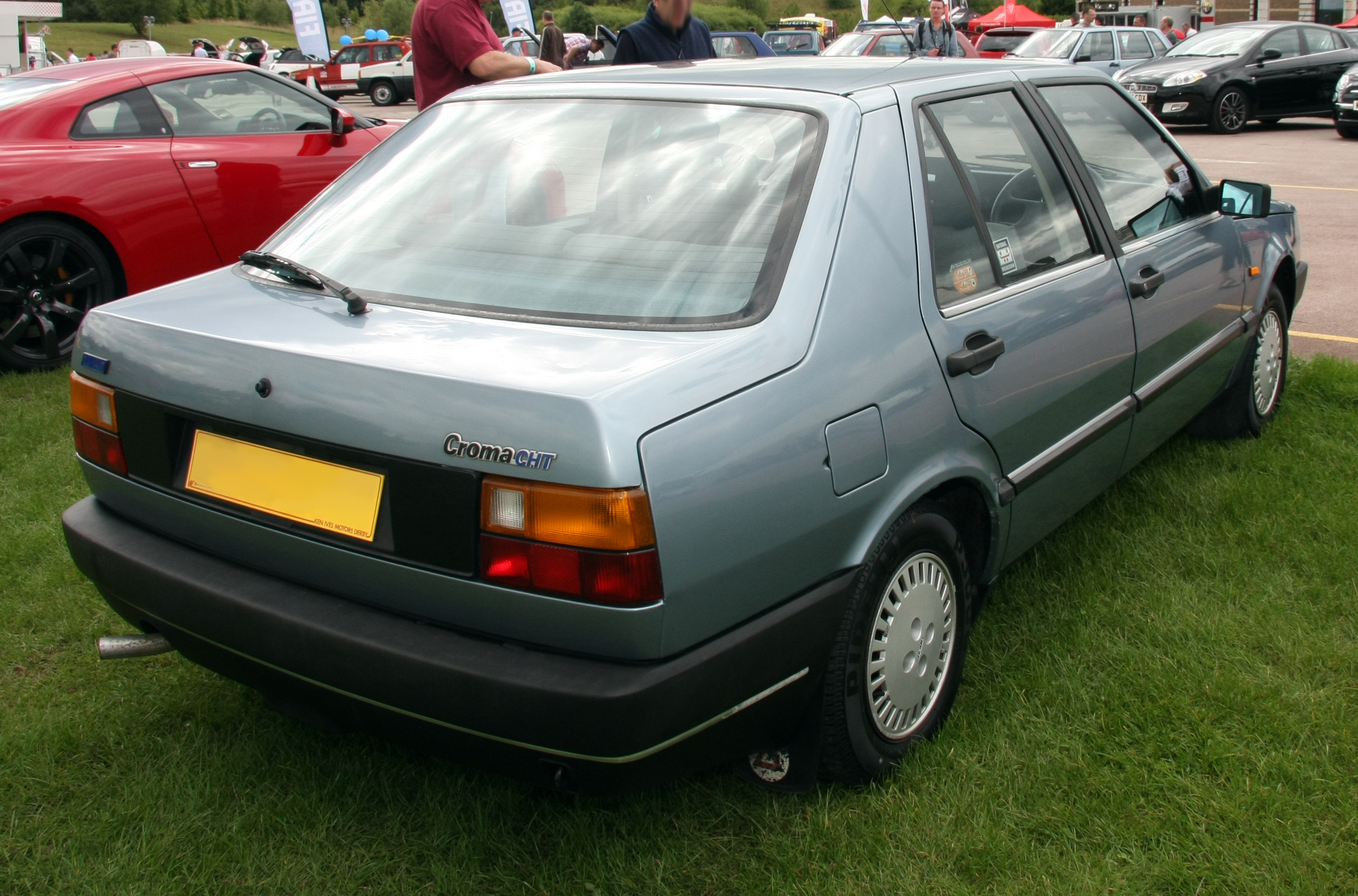
Arrière d'une Fiat Croma série 1 de 1987

Le projet du véhicule qui allait devenir la Croma était défini, en interne usine, sous l'appellation "tipo quattro" - type 4, pour indiquer que la voiture se situait dans la tranche supérieure au type 3 qui était la Fiat Tempra. Le numéro de code du modèle est ZFA 154.
Le projet d'étude pour cette voiture haut de gamme a réuni quatre constructeurs sous la houlette du bureau d'études Fiat : Lancia, qui en tirera la Lancia Thema, Alfa Romeo qui le transformera en Alfa Romeo 164 et Saab, après adaptation pour correspondre aux critères du groupe suédois, en fera la Saab 9000.
La plateforme sera identique pour les 4 modèles, les carrosseries seront très semblables sauf pour Alfa Romeo qui bénéficiera d'une ligne personnelle et plus effilée réalisée par le designer Pininfarina. Les 3 modèles Fiat Croma, Lancia Thema et Saab 9000 auront bon nombre de pièces de carrosserie communes, comme toute la structure de l'habitacle et les portières (Saab y apportant des renforts pour en améliorer la sécurité), la Lancia et la Fiat partageront aussi beaucoup d'organes mécaniques.
Le dessin des 3 modèles semblables et notamment l'originalité et les proportions des 2 volumes et demi de la Croma sont dues au crayon de Giorgetto Giugiaro.
La ligne de fabrication des Fiat Croma et Lancia Thema, dans l'usine Mirafiori de Turin, était entièrement robotisée.
La Fiat Croma, grâce à son élégance et l'équilibre de sa carrosserie, sa fiabilité mécanique reconnue et son confort, connut un succès commercial non négligeable, elle sera fabriquée à 438 000 exemplaires en 11 ans.
La Fiat Croma sera déclinée en 3 séries. 

## 1resérie

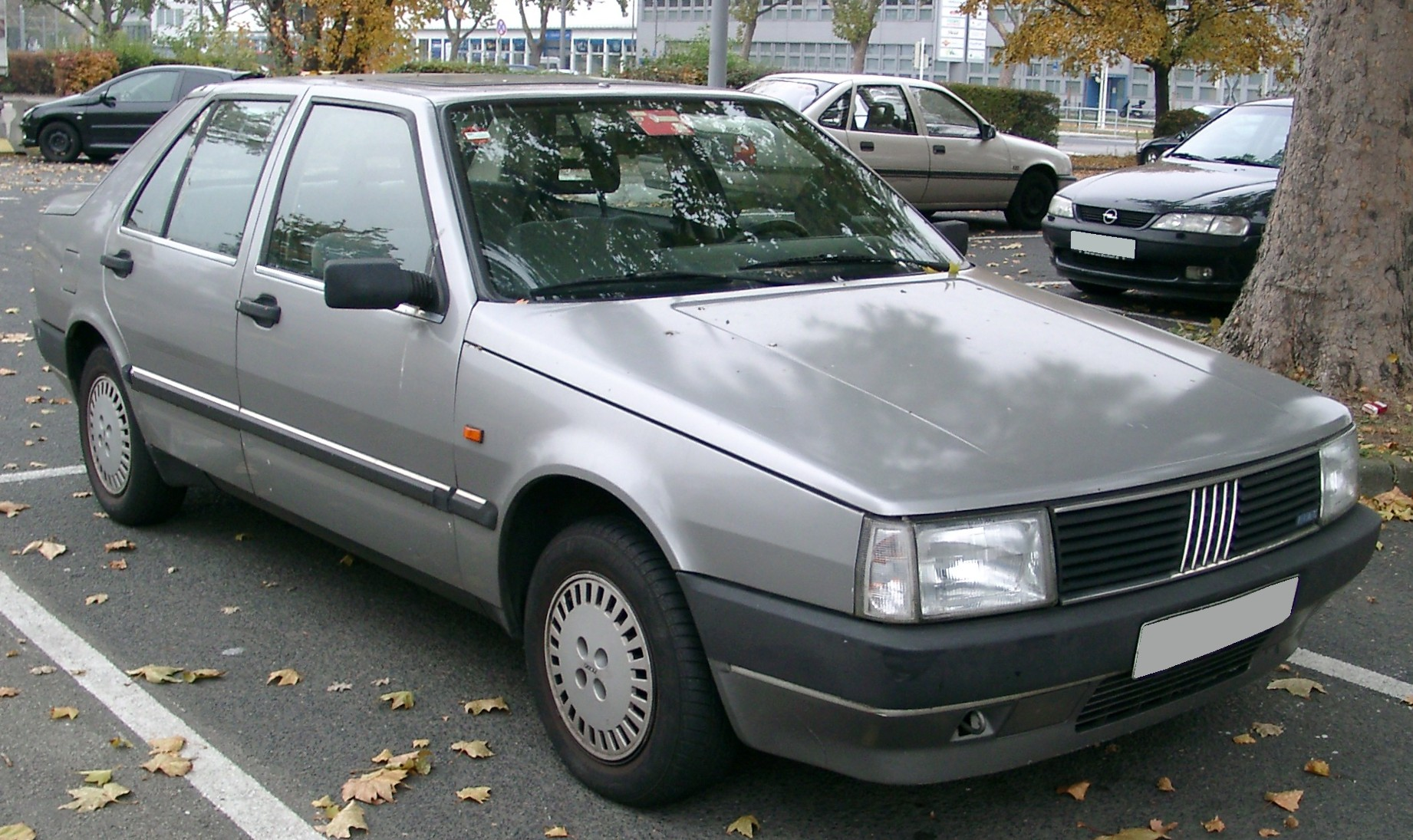
Fiat Croma 1re série, après 1987

La première série d'origine était disponible avec différents moteurs :
- 1 585 et 1 995 cm3 avec carburateur, de 83 et 90 ch,
- 1 995 cm3 injection et injection plus turbo compresseur, de 120 et 155 ch,
- 2 499 cm3 diesel et 2 445 cm3 turbodiesel, de 75 et 100 ch.

## 2esérie
Une seconde série avec des retouches mineures de carrosserie, feux arrière à clignotants blancs, montant central et bas de boucliers couleur carrosserie et non plus noirs est présentée en avril 1988 au Salon de Turin. Les motorisations sont revues avec la suppression du diesel atmosphérique, mais une nouveauté mondiale apparaît, le premier moteur diesel à injection directe sur une berline de tourisme.
Ce moteur sera une véritable révolution technologique. D'une cylindrée de 1 929 cm3, il développe 90 ch DIN à 4 200 tr/min avec une consommation inférieure de 35 % au même moteur diesel turbocompressé. Cependant, il souffre de problèmes de jeunesse (15 % de casse moteur avant 80 000 km sur les tout premiers modèles, dont le remplacement a largement été pris en charge par Fiat). Ce système d'injection sera plus tard repris par Volkswagen pour ses TDI qui feront le succès de la marque.
En 1990, la Croma bénéficie d'un autre léger restylage sur les accessoires de carrosserie (feux arrière fumés, nouveaux enjoliveurs) ainsi que sur la planche de bord. Le 2.5 turbo-diesel passe à 120 ch et la version 1.6 disparaît.

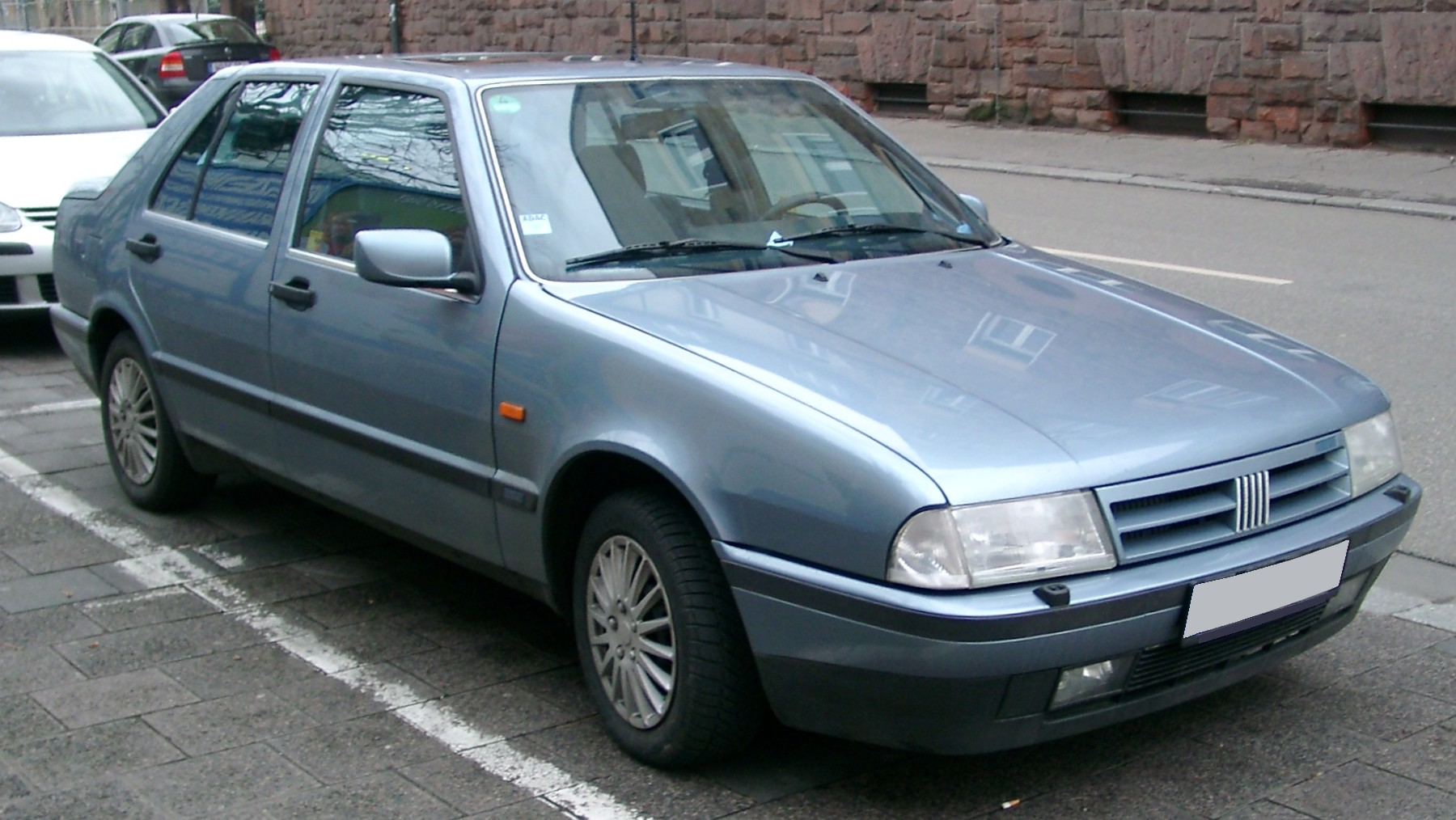
Fiat Croma 2e série, avant 1993

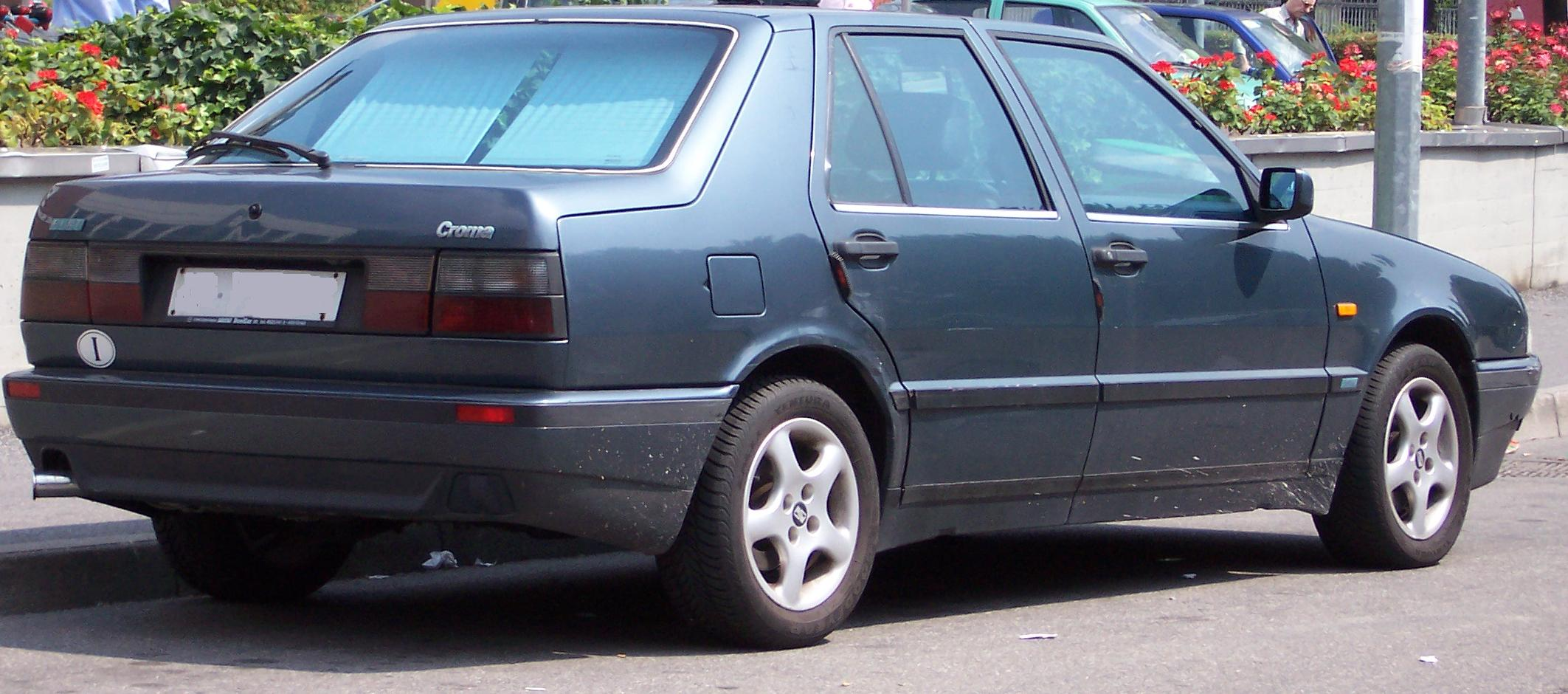
Vue arrière Fiat Croma 2e série

## 3esérie
Cette fois, en 1991, la carrosserie, plus nettement changée, arbore un avant redessiné, plus plongeant et moderne. Les feux arrière semblent courir tout le long du coffre, comme c'est la mode à l'époque à l'instar de la Renault 21. Le tableau de bord adoucit ses angles, mais déplace son autoradio vers le bas de la console, au détriment de l'ergonomie. Les vitres et miroirs de rétroviseurs extérieurs sont teintées en bleu, rare à l'époque.
Un nouveau moteur apparaît, c'est un V6 de 2 492 cm3 développant 159 ch, dérivé du fameux V6 Busso Alfa Romeo qui équipait également l'Alfa Romeo 155.
Cette version ne sera jamais proposée en France. Dans le même temps, la 2.0 CHT passe à 100 ch et surtout, la TDid à injection directe reçoit un turbo à géométrie variable, autre première mondiale sur une berline, rendant le moteur plus souple à bas régime et portant sa puissance à 94 ch, en abaissant encore la consommation. La fiabilité et la robustesse de ce moteur deviendront ses principales caractéristiques.
Un léger remaniement intervient en 1993 (injection généralisée et catalyseur en essence, jantes de 15", suppression de la barrette de calandre horizontale, airbag conducteur en option) qui apporte le 2.0 IE 16 soupapes de 140 ch, déjà vu dans la Thema.
La gamme évolue encore en 1995. Les vitres sont teintées vert et la sellerie est en retrait (le tissu a remplacé le velours), mais de nouveaux enjoliveurs, feux arrière, antidémarrage en option et airbag conducteur de série voient le jour.
La production s'arrête en 1996 après plus de 438 000 exemplaires commercialisés. La Croma ne sera pas remplacée immédiatement, il faut dire qu'à cette époque-là, Fiat Auto vivait une période très délicate et les investissements pour remplacer une voiture haut de gamme aux cadences de fabrication limitées - 250 unités par jour - étaient considérés excessifs par la direction du groupe.

## Motorisations
| Modèle           | Disponibilité | Moteur                 | Cylindrée (cm3) | Puissance (kW/ch DIN)  | Nombre arbres à cames en tête | Alimentation                                                                  | Couple maxi (N m)  | Poids à vide (kg) | Vitesse maxi (km/h) | Consommation (l/100 km) |
| 1600             | 1985 - 1991   | Fiat 154A.048 essence  | 1 585           | 61/83 à 5 600 tr/min   | 1                             | Carbu double corps Weber 32/34 Allumage électronique Magneti Marelli Digiplex | 130 à 2 800 tr/min | 1 095             | 168                 | 5,8                     |
| 2000 CHT         | 1985 - 1992   | Fiat 154A1.000 essence | 1 995           | 66/90 à 5 500 tr/min   | 2                             | Carbu double corps Weber 34 Allumage électronique Magneti Marelli             | 172 à 2 800 tr/min | 1 110             | 175                 | 5,5                     |
| 2000 IE          | 1985 - 1992   | Fiat 834B.000 essence  | 1 995           | 88/120 à 5 250 tr/min  | 2                             | Injection électronique Weber Magneti Marelli                                  | 170 à 3 300 tr/min | 1 120             | 190                 | 6,0                     |
| 2000 Turbo IE    | 1985 - 1992   | Fiat 154A2.000 essence | 1 995           | 114/155 à 5 250 tr/min | 2                             | Injection électronique Magneti Marelli Microplex                              | 240 à 2 350 tr/min | 1 180             | >210                | 6,3                     |
| 2.0 ie Cat       | 1992 - 1996   | Fiat 834-8.146 essence | 1995            | 85/117 à 5 600 tr/min  | 2                             | Injection électronique Magneti Marelli Digiplex 2                             | 168 à 4 000 tr/min | 1 250             | 190                 | 7,6                     |
| 2.0 ie 16v Cat   | 1992 - 1996   | Fiat 154E1.000 essence | 1 995           | 101/140 à 6 000 tr/min | 2                             | Injection électronique Bosch Motronic M1.7                                    | 187 à 4 500 tr/min | 1 285             | 200                 | 8,0                     |
| 2.0 Turbo ie Cat | 1992 - 1996   | Fiat 154C4.046 essence | 1 995           | 110/153 à 5 500 tr/min | 2                             | Injection électronique Magneti Marelli Microplex                              | 257 à 2 750 tr/min | 1 300             | 210                 | 7,9                     |
| 2.5 V6 Cat       | 1993 - 1996   | Fiat 834G.000 essence  | 2 492           | 119/162 à 5 800 tr/min | 2                             | Injection électronique Bosch Motronic M1.7                                    | 225 à 4 500 tr/min | 1 320             | 211                 | 8,5                     |
| 1.9 TDiD         | 1988 - 1991   | Fiat 154.01.000 Diesel | 1 929           | 67/92 à 4 200 tr/min   | 1                             | Injection directe Bosch VER 214                                               | 190 à 2 500 tr/min | 1 210             | 180                 | 5,7                     |
| 1.9 TDid         | 1992 - 1996   | Fiat 154.01.000 Diesel | 1 929           | 68/94 à 4 200 tr/min   | 1                             | Injection directe Bosch VER 493                                               | 204 à 2 000 tr/min | 1 285             | 180                 | 5,2                     |
| 2500 Diesel      | 1985 - 1988   | Fiat 8144.67 Diesel    | 2 499           | 55/75 à 4 200 tr/min   | 1                             | Injection indirecte Bosch VER 214                                             | 165 à 2 200 tr/min | 1 210             | 163                 | 6,6                     |
| 2500 Turbodiesel | 1985 - 1992   | Fiat 8144.91 Diesel    | 2 445           | 73/100 à 4 100 tr/min  | 1                             | Injection indirecte Bosch VER 192                                             | 220 à 2 300 tr/min | 1 240             | 185                 | 7,4                     |
| 2.5 TD           | 1992 - 1996   | Fiat 8144.97Y Diesel   | 2 500           | 85/118 à 4 100 tr/min  | 1                             | Injection indirecte Bosch VER 476                                             | 255 à 2 400 tr/min | 1 370             | 192                 | 6,8                     |

## Fiat Croma 2005
Ce ne sera que 20 ans après le lancement de la première génération de Croma que Fiat se décidera, et ce sera la dernière décision prise par l'Avv. Gianni Agnelli, de lancer une voiture haut de gamme. Cette nouvelle génération, lancée le 28 mai 2005, n'a plus rien de commun avec sa devancière.